# ستيفن فريرز
ستيفن فريرز (بالإنجليزية: Stephen Frears)‏ (مواليد 20 يونيو 1941 في لستر)، هو مخرج بريطاني بدأ نشاطه سنة 1968. كما أنه من الفائزين بجائزة بافتا.

## الأعمال

### الأفلام
- الضربة (1984)
- علاقات خطرة (1988)
- السيدة هندرسن تقدم (2005)
- الملكة (2006)
- تامارا درو (2010)
- فيلومينا (2013)
- فلورنس فوستر جينكينز (2016)

## وصلات خارجية
- ستيفن فريرز على موقع IMDb (الإنجليزية)
- ستيفن فريرز على موقع الموسوعة البريطانية (الإنجليزية)
- ستيفن فريرز على موقع مونزينجر (الألمانية)
- ستيفن فريرز على موقع قاعدة بيانات الأفلام العربية
- ستيفن فريرز على موقع ألو سيني (الفرنسية)
- ستيفن فريرز على موقع تيرنر كلاسيك موفيز (الإنجليزية)
- ستيفن فريرز على موقع أول موفي (الإنجليزية)
- ستيفن فريرز على موقع بوكس أوفيس موجو (الإنجليزية)
- ستيفن فريرز على موقع قاعدة بيانات الأفلام السويدية (السويدية)
- ستيفن فريرز على موقع إن إن دي بي (الإنجليزية)